# Miiko Albornoz
Miiko Martín Albornoz Inola (Estocolmo, 30 de noviembre de 1990) es un futbolista profesional chileno-sueco que juega como lateral izquierdo en el Vejle Boldklub de la Primera División de Dinamarca.
Albornoz empezaría su carrera profesional en el IF Brommapojkarna antes de unirse al Malmö FF en 2011, club donde lograría conquistar dos veces la Primera División de Suecia y una vez la Supercopa de Suecia. En 2014 sería transferido al Hannover 96 de Alemania, equipo en el que estaría hasta 2020, posteriormente tendría un corto paso por Sudamérica en el C. S. D. Colo-Colo de la Primera División de Chile, donde sería parte del plantel ganador de la Copa Chile 2021, solo para volver a Europa con el Vejle Boldklub de Dinamarca a principios de 2022.
Es internacional absoluto con la selección de fútbol de Chile desde 2014, con la que salió campeón de la Copa América en 2015, aunque disputó partidos a nivel juvenil con Suecia.

### Iojkarna (2008-2011)

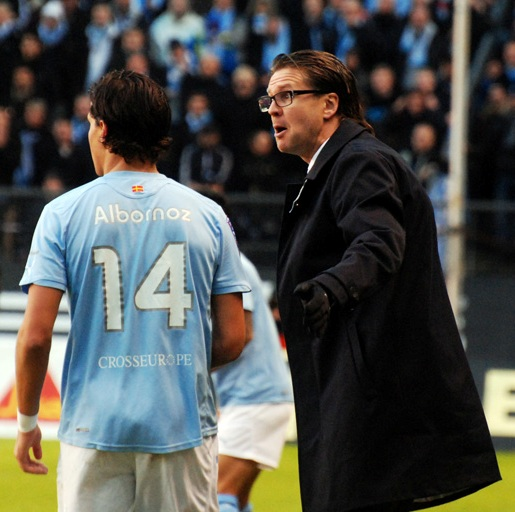
Miiko recibiendo instrucciones de Rikard Norling (DT del Malmö FF).

## Trayectoria

### Malmö FF (2011-2014)
Firma contrato con el Malmö FF el 14 de agosto de 2011 por 4 temporadas donde le dan la dorsal 14. Fue presentado antes de un partido de exhibición contra el AC Milan, en el Swedbank Stadion, en el que fue homenajeado Zlatan Ibrahimović. Hizo su debut el 20 de agosto como titular en la victoria 2-1 sobre el GAIS Göteborg, pero después fue perdiendo terreno al sólo lograr jugar 6 partidos hasta final de año y registrar 11 minutos en fase de eliminatoria de Champions League 2011-12 contra el Dinamo Zagreb en la que su equipo quedó eliminado.
La temporada 2012 fue el inicio de la gran consolidación de Miiko en la que encuentra su posición definitiva de lateral, cada vez iba jugando más como titular y poco a poco se iba transformando en unos de los mejores laterales de la liga sueca. El 2 de julio en el partido donde se enfrentaron al AIK, Miiko fue elegido como el mejor jugador del encuentro. El 27 de agosto convierte su primer gol con el Malmö FF de tiro de volea desde fuera del área en un partido de local contra GIF Sundsvall. Hasta final de esta temporada, juega 27 partidos marcando 3 goles y completando 120 minutos jugados en la Copa de Suecia.
Para la temporada 2013, su equipo decide cambiarle la dorsal 14 a la 3, demostrando ya lo importante que era su juego para el club. Albornoz juega todos los partidos para la fase de clasificación de la Europa League 2013-14 y gana con el Malmö FF la Allsvenskan 2013 en la que por su gran desempeño en esta competencia, en donde además marca un gol, es nominado al defensa del año. Gracias a esto, despierta el interés de varios clubes de Inglaterra e Italia, entre ellos el Manchester City y la Juventus.

### Hannover 96 (2014-2020)
El 22 de junio de 2014 firmó con el Hannover 96 por 3 temporadas por la suma de 2 millones de euros, mientras concentraba con la selección de Chile en la ciudad de Belo Horizonte por la Copa Mundial de la FIFA.
"Estoy muy feliz de poder ser parte de un club tan prestigioso como Hannover 96. Haré todo lo posible para que logremos muchos triunfos y también agradecer a todos los que hicieron posible mi llegada a Hannover 96", fueron las palabras del jugador.
Abandonó el club al término de la temporada 2019-20 junto a otros 12 jugadores.

### Colo-Colo (2021)
Tras casi un año alejado del fútbol, y con cierta controversia debido a su condena por estupro durante sus años en Suecia, el 6 de marzo de 2021 sería presentado como el cuarto refuerzo del C. S. D. Colo-Colo de la Primera División de Chile para la temporada 2021. Se le otorgaría el dorsal 3.
El 23 de diciembre se anunciaría que su contrato con Colo-Colo no sería renovado para la temporada 2022.

## Selección nacional
Miiko ha sido internacional con la selección de fútbol de Suecia en categorías sub-17, sub-19 y sub-21 acumulando un total de 38 partidos.

### Selección sub-21 (Suecia)
| Competencia                             | Sede      | Resultado   | Partidos | Goles |
| --------------------------------------- | --------- | ----------- | -------- | ----- |
| Clasificatorias Eurocopa Sub-21 de 2011 | Dinamarca | Fase previa | 7        | 0     |
| Clasificatorias Eurocopa Sub-21 de 2013 | Israel    | Fase previa | 7        | 0     |

### Selección absoluta

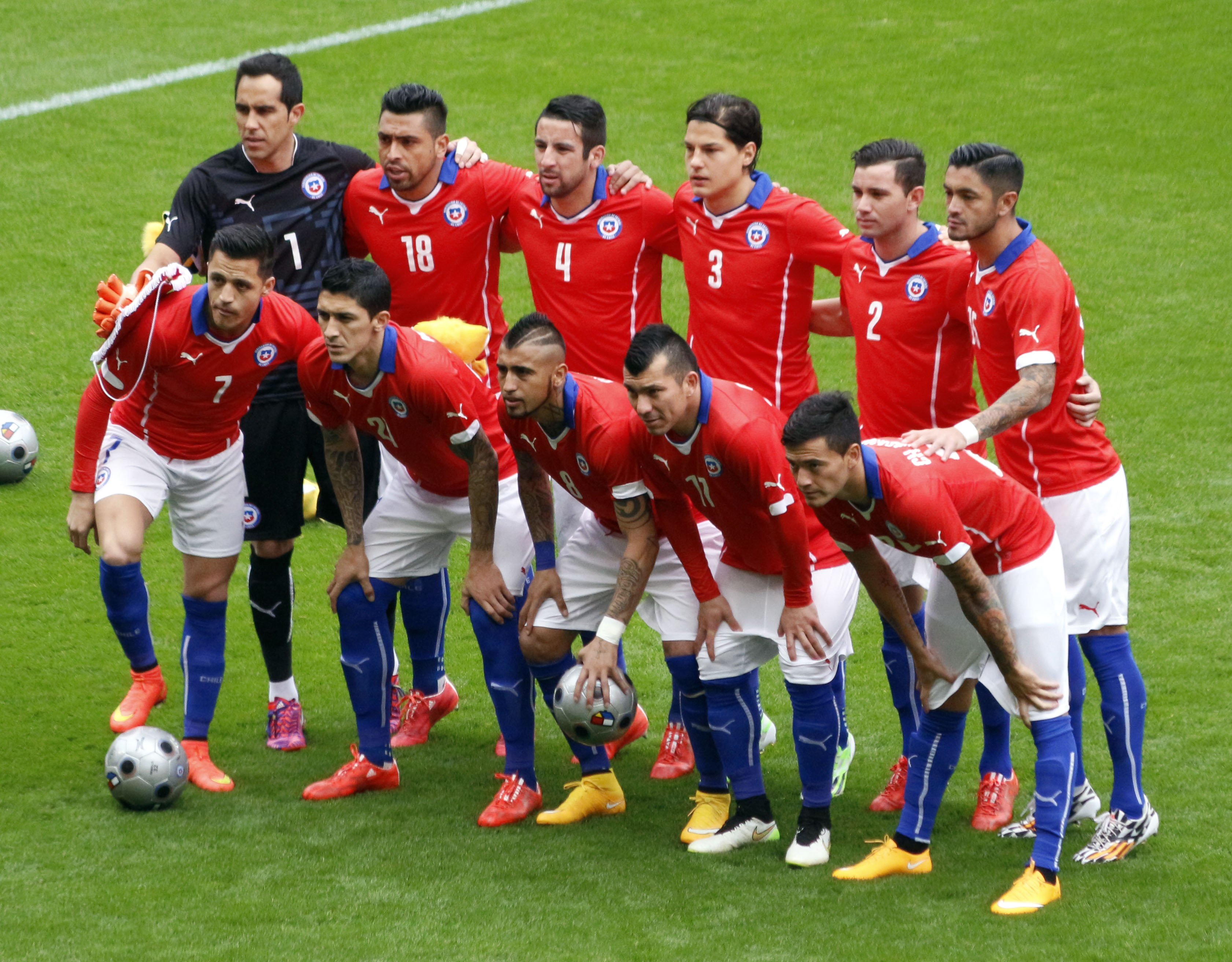
Albornoz (cuarto de arriba, de izquierda a derecha) previo a un partido con Chile en 2015.

En diciembre de 2013, Miiko recibe su primera nominación de la selección de Suecia para afrontar 2 partidos amistosos por Medio Oriente en enero de 2014, pero debido a no ser fecha FIFA y a las nacionalidades de sus padres, podía optar por jugar con la selección de Chile o bien por la selección de Finlandia. Albornoz mostró interés por jugar con Chile ya que era la única, dentro de sus 3 opciones que se clasificó para el Mundial de Brasil 2014. Ante esto, rechazó la convocatoria de Suecia, con tal de esperar un llamado de Chile, lo que finalmente sucedió ya que el seleccionador de La Roja Jorge Sampaoli lo convocó para un partido amistoso frente a Costa Rica, el 22 de enero de 2014 en el Estadio Francisco Sánchez Rumoroso de Coquimbo. En ese encuentro Miiko debuta con el dorsal 21 jugando como titular y abriendo el marcador con su primer gol por la selección chilena al minuto 13, Chile finalmente ganaría 4:0.
El 13 de mayo de 2014, el entrenador Jorge Sampaoli incluye a Miiko en la lista preliminar de 30 jugadores para la Copa Mundial de Fútbol de 2014 en Brasil, finalmente ingresó en la lista final el 1 de junio, mundial en el que no jugó ningún partido.
Un año después, el 31 de mayo de 2015 fue incluido en la nómina final por Jorge Sampaoli para disputar la Copa América 2015, celebrada en Chile. En la que debutó en el segundo encuentro contra México siendo titular en la igualdad 3-3 y saliendo al minuto 86 por Jean Beausejour, en el siguiente partido, fue suplente en la goleada 5-0 de Chile sobre Bolivia en el Estadio Nacional Julio Martínez Pradanos, lo que lo hizo terminar como líderes del Grupo A con 7 puntos y 10 goles a favor. Volvió a jugar en las semifinales contra Perú, partido que ganaron sufridamente por 2-1 para llegar la final, Albornoz por su parte no cumplió una buena actuación y salió al entretiempo por Eugenio Mena. Debido a esto, solo fue suplente en la Final contra Argentina en el Estadio Nacional, sin ingresar en la igualdad 0-0 entre ambas selecciones tras 120 minutos de partido, en lanzamientos penales Chile se consagró campeón continental por primera vez en su historia al batir 4-1 a los argentinos en los penales. Miiko por su parte disputó 2 partidos en el torneo, ambos como titular y jugando 131 minutos.
Luego de no recibir una citación desde noviembre de 2016, cuando Chile enfrentó a Colombia por la undécima fecha de las Clasificatorias Rusia 2018, el 14 de marzo de 2018 fue convocado por Reinaldo Rueda para enfrentar los compromisos amistosos ante Suecia y Dinamarca que se jugarían en Estocolmo y Aalborg los días 24 y 27 de marzo, respectivamente.
El 27 de marzo del mismo año volvió a jugar por Chile después de 2 años y medio en el amistoso ante Dinamarca en un amistoso disputado en Aalborg, ingresando al minuto 63' por Jean Beausejour, jugando como lateral izquierdo en el empate 0:0. Reinaldo Rueda lo convocaría nuevamente para la siguiente fecha FIFA en junio, contra Rumania, Serbia y Polonia, jugando el primer partido de la gira europea ante Rumania, el 31 de mayo, ingresando por un opaco Sebastián Vegas como lateral izquierdo, después del entretiempo. Tras ir empate 2-2, en el minuto 83 comete un error, provocando la derrota ante los rumanos por 3-2. 
En el partido ante Serbia, Albornoz arrancaría de titular, manteniendo su posición como lateral izquierdo. Tras un correcto primer tiempo y un regular inicio del segundo tiempo, Fue sustituido en el minuto 73 por Sebastián Vegas. Luego, el 8 de junio de 2018 anotó su segundo gol por La Roja en el empate 2-2 frente a Polonia en el INEA Stadion de Poznan, ingresando al minuto 34' por un opaco Sebastián Vegas. Luego al minuto 56 tras un tiro de esquina capturó un rebote desde fuera del área marcando de volea un espectacular gol para el 2:2 final.
Después, volvería a ser convocado por Rueda para los amistosos ante Japón y Corea del Sur. En el primero, se suspendió el encuentro, y ante el segundo jugaría de titular, hasta el minuto 66 donde fue reemplazado por Paulo Díaz. En ese encuentro, Chile empató 0-0 y Miiko tuvo un bajísimo partido.
Su último partido por la Selección de Fútbol de Chile se produjo el 15 de octubre de 2019 en la victoria 3-2 frente a la Selección de Fútbol de Guinea jugado en el Estadio Rico Pérez.

#### Participaciones en Copas del Mundo
| Mundial                        | Sede   | Resultado        | PJ | Goles |
| ------------------------------ | ------ | ---------------- | -- | ----- |
| Copa Mundial de Fútbol de 2014 | Brasil | Octavos de final | 0  | 0     |

#### Participaciones en Copa América
| Copa              | Sede  | Resultado | PJ | Goles |
| ----------------- | ----- | --------- | -- | ----- |
| Copa América 2015 | Chile | Campeón   | 2  | 0     |

#### Participaciones en Clasificatorias a Copas del Mundo
| Eliminatorias                | País  | Resultado | Posición | Partidos | Goles | Convocado |
| ---------------------------- | ----- | --------- | -------- | -------- | ----- | --------- |
| Clasificatorias a Rusia 2018 | Rusia | Eliminado | 6º lugar | 0        | 0     | 6         |

### Partidos internacionales
Actualizado hasta el 15 de octubre de 2019.
| 1     | 22 de enero de 2014      | Estadio Francisco Sánchez Rumoroso, Coquimbo, Chile       | Chile         | 4-0 | Costa Rica  |   | Amistoso          |
| 2     | 30 de mayo de 2014       | Estadio Nacional Julio Martínez Prádanos, Santiago, Chile | Chile         | 3-2 | Egipto      |   | Amistoso          |
| 3     | 6 de septiembre de 2014  | Levi's Stadium, Santa Clara, Estados Unidos               | México        | 0-0 | Chile       |   | Amistoso          |
| 4     | 9 de septiembre de 2014  | Lockhart Stadium, Fort Lauderdale, Estados Unidos         | Chile         | 1-0 | Haití       |   | Amistoso          |
| 5     | 29 de marzo de 2015      | Emirates Stadium, Londres, Inglaterra                     | Brasil        | 1-0 | Chile       |   | Amistoso          |
| 6     | 5 de junio de 2015       | Estadio El Teniente, Rancagua, Chile                      | Chile         | 1-0 | El Salvador |   | Amistoso          |
| 7     | 15 de junio de 2015      | Estadio Nacional Julio Martínez Prádanos, Santiago, Chile | Chile         | 3-3 | México      |   | Copa América 2015 |
| 8     | 29 de junio de 2015      | Estadio Nacional Julio Martínez Prádanos, Santiago, Chile | Chile         | 2-1 | Perú        |   | Copa América 2015 |
| 9     | 27 de marzo de 2018      | Aalborg Portland Park, Aalborg, Dinamarca                 | Dinamarca     | 0-0 | Chile       |   | Amistoso          |
| 10    | 31 de mayo de 2018       | Sportzentrum Graz-Weinzödl, Graz, Austria                 | Rumania       | 3-2 | Chile       |   | Amistoso          |
| 11    | 4 de junio de 2018       | Stadion Graz-Liebenau, Graz, Austria                      | Serbia        | 0-1 | Chile       |   | Amistoso          |
| 12    | 8 de junio de 2018       | INEA Stadion, Poznań, Polonia                             | Polonia       | 2-2 | Chile       |   | Amistoso          |
| 13    | 11 de septiembre de 2018 | Suwon World Cup Stadium, Suwon, Corea del Sur             | Corea del Sur | 0-0 | Chile       |   | Amistoso          |
| 14    | 15 de octubre de 2019    | Estadio José Rico Pérez, Alicante, España                 | Chile         | 3-2 | Guinea      |   | Amistoso          |
| Total | Total                    | Total                                                     | Presencias    | 14  | Goles       | 2 |                   |

| Selección chilena | Selección chilena | Selección chilena |
| Año               | Partidos          | Goles             |
| ----------------- | ----------------- | ----------------- |
| 2014              | 4                 | 1                 |
| 2015              | 4                 | 0                 |
| 2018              | 5                 | 1                 |
| 2019              | 1                 | 0                 |
| Total             | 14                | 2                 |

## Vida personal
Su padre es chileno y su madre finlandesa, es además hermano menor del también futbolista Mauricio Albornoz.
Es declarado hincha del club Santiago Wanderers de Valparaíso, de donde es originaria la familia de su padre.

### Condena por estupro
El 8 de enero de 2013, se haría oficial que Albornoz había sido acusado de estupro por haber mantenido relaciones sexuales con una chica de 14 años el 8 de noviembre de 2012 en Malmö. Albornoz habría sido detenido y arrestado por el delito el 17 de noviembre de 2012, pero sería liberado tres días más tarde. Miiko admitiría que era consciente de la edad de la chica al momento del acto. Los medios de comunicación reportarían que la relación era mutua y consensuada y que ningún acto de violencia habría sido llevado a cabo. El Malmö FF publicaría un comunicado de prensa el mismo día en donde informaban que Albornoz se tomaría un tiempo de las actividades del club hasta nuevas noticias sobre el caso.
El 12 de febrero de 2013 Albornoz sería encontrado culpable y se le condenaría a una pena de libertad condicional durante dos años, además de tener que pagar una multa de 500 coronas.

## Estadísticas

### Clubes
Actualizado al último partido disputado el 24 de mayo de 2025.
| Club                       | Div.          | Temporada     | Liga  | Liga  | Liga   | Copas | Copas | Copas  | Internacional | Internacional | Internacional | Total | Total | Total  |  |
| Club                       | Div.          | Temporada     | Part. | Goles | Asist. | Part. | Goles | Asist. | Part.         | Goles         | Asist.        | Part. | Goles | Asist. |  |
| -------------------------- | ------------- | ------------- | ----- | ----- | ------ | ----- | ----- | ------ | ------------- | ------------- | ------------- | ----- | ----- | ------ |  |
| IF Brommapojkarna · Suecia | 2.ª           | 2008          | 14    | 3     | 1      | —     | —     | —      | —             | —             | —             | 14    | 3     | 1      |  |
| IF Brommapojkarna · Suecia | 1.ª           | 2009          | 28    | 1     | 1      | 1     | 0     | 0      | —             | —             | —             | 29    | 1     | 1      |  |
| IF Brommapojkarna · Suecia | 1.ª           | 2010          | 18    | 0     | 2      | —     | —     | —      | —             | —             | —             | 18    | 0     | 2      |  |
| IF Brommapojkarna · Suecia | 2.ª           | 2011          | 19    | 2     | 3      | 2     | 0     | 0      | —             | —             | —             | 21    | 2     | 3      |  |
| IF Brommapojkarna · Suecia | Total club    | Total club    | 79    | 6     | 7      | 3     | 0     | 0      | 0             | 0             | 0             | 82    | 6     | 7      |  |
| Malmö FF · Suecia          | 1.ª           | 2011          | 6     | 0     | 1      | —     | —     | —      | 2             | 0             | 0             | 8     | 0     | 1      |  |
| Malmö FF · Suecia          | 1.ª           | 2012          | 27    | 3     | 2      | 1     | 0     | 0      | —             | —             | —             | 28    | 3     | 2      |  |
| Malmö FF · Suecia          | 1.ª           | 2013          | 26    | 1     | 1      | 5     | 0     | 1      | 6             | 1             | 0             | 37    | 2     | 2      |  |
| Malmö FF · Suecia          | 1.ª           | 2014          | 9     | 0     | 2      | —     | —     | —      | —             | —             | —             | 9     | 0     | 2      |  |
| Malmö FF · Suecia          | Total club    | Total club    | 68    | 4     | 6      | 6     | 0     | 1      | 8             | 1             | 0             | 82    | 5     | 7      |  |
| Hannover 96 · Alemania     | 1.ª           | 2014-15       | 28    | 0     | 3      | 1     | 0     | 0      | —             | —             | —             | 29    | 0     | 3      |  |
| Hannover 96 · Alemania     | 1.ª           | 2015-16       | 23    | 0     | 2      | 2     | 0     | 0      | —             | —             | —             | 25    | 0     | 2      |  |
| Hannover 96 · Alemania     | 2.ª           | 2016-17       | 27    | 0     | 2      | —     | —     | —      | —             | —             | —             | 27    | 0     | 2      |  |
| Hannover 96 · Alemania     | 1.ª           | 2017-18       | 10    | 0     | 2      | 1     | 0     | 0      | —             | —             | —             | 11    | 0     | 2      |  |
| Hannover 96 · Alemania     | 1.ª           | 2018-19       | 22    | 1     | 3      | 1     | 0     | 0      | —             | —             | —             | 23    | 1     | 3      |  |
| Hannover 96 · Alemania     | 2.ª           | 2019-20       | 19    | 0     | 1      | —     | —     | —      | —             | —             | —             | 19    | 0     | 1      |  |
| Hannover 96 · Alemania     | Total club    | Total club    | 129   | 1     | 13     | 5     | 0     | 0      | 0             | 0             | 0             | 134   | 1     | 13     |  |
| C. S. D. Colo-Colo · Chile | 1.ª           | 2021          | 9     | 0     | 0      | —     | —     | —      | —             | —             | —             | 9     | 0     | 0      |  |
| Vejle Dinamarca            | 1.ª           | 2022          | 13    | 1     | 1      | 2     | 0     | 0      | —             | —             | —             | 15    | 1     | 1      |  |
| Vejle Dinamarca            | 2.ª           | 2022-23       | 29    | 2     | 13     | 3     | 0     | 0      | —             | —             | —             | 32    | 2     | 13     |  |
| Vejle Dinamarca            | 1.ª           | 2023-24       | 25    | 0     | 1      | 1     | 0     | 0      |               | —             |               | 26    | 0     | 1      |  |
| Vejle Dinamarca            | 1.ª           | 2024-25       | 6     | 0     | 0      | 1     | 0     | 0      |               | —             |               | 7     | 0     | 0      |  |
| Total club                 | Total club    | Total club    | 73    | 3     | 15     | 7     | 0     | 0      | 0             | 0             | 0             | 80    | 3     | 15     |  |
| Total carrera              | Total carrera | Total carrera | 358   | 14    | 41     | 21    | 0     | 1      | 8             | 1             | 0             | 387   | 15    | 42     |  |
| 1. 2. 3.                   |               |               |       |       |        |       |       |        |               |               |               |       |       |        |  |

## Palmarés

### Títulos nacionales
| Título              | Club      | País      | Año     |
| ------------------- | --------- | --------- | ------- |
| Allsvenskan         | Malmö FF  | Suecia    | 2013    |
| Supercopa de Suecia | Malmö FF  | Suecia    | 2013    |
| Copa Chile          | Colo-Colo | Chile     | 2021    |
| NordicBet Liga      | Vejle     | Dinamarca | 2022-23 |

### Títulos internacionales
| Título       | Club (*)           | Sede  | Año  |
| ------------ | ------------------ | ----- | ---- |
| Copa América | Selección de Chile | Chile | 2015 |